# Флёрюс

Расположение города в районе Шарлеруа и в провинции Эно

Флёрюс (фр. Fleurus) — муниципалитет в бельгийской провинции Эно. На 1 января 2013 года численность населения составляла 22 742 человека. Общая площадь составляет 59,28 км², плотность населения 375 чел./км² (47,88 % мужчин и 52,12 % женщин). Почтовый индекс для большинства мест — 6220.

## География
Во Флёрюсе расположены семь посёлков:
- Бри (Brye) (wa: Briye) — Почтовый индекс: 6222
- Heppignies (wa: Epniye)
- Lambusart (wa: Lambussåt)
- Saint-Amand (wa: Sint-Amand)
- Wagnelée (wa: Wagnlêye)
- Wanfercée-Baulet (wa: Wanfercêye-Bålet)
- Wangenies (wa: Wanjniye)

## Население
| Год         | Народонаселение                       | Плотность  | Площадь   |
| ----------- | ------------------------------------- | ---------- | --------- |
| Январь 2002 | 22 324 (10 626 мужчин, 11 698 женщин) | 377,22/км² | 59,18 км² |
| Январь 2004 | 22 209 (10 619 мужчин, 11 590 женщин) | 374,64/км² | 59,28 км² |

## История
В районе Флёрюса прошёл ряд сражений:
- Битва при Флёрюсе (1622) в Тридцатилетнюю войну.
- Битва при Флёрюсе (1690) в Девятилетнюю войну.
- Битва при Флёрюсе (1794) в Войну первой коалиции.